# 城西街道 (莎车县)
城西街道是中华人民共和国新疆维吾尔自治区喀什地区莎车县下辖的一个街道办事处。

## 行政区划
城西街道下辖以下村级行政区划单位：
新城社区、和谐社区、嘉和社区、建设路社区、古鲁巴格路社区、都市社区、明珠社区、改革社区、健康社区、前进路社区、光辉社区。